# Біостели
Біостел (стела, колона, стовп) — вертикальне скупчення біостромів або лінз органогенних вапняків, що має форму стовпа або штока, утворюється на позитивних структурах дна за тривалого наростання організмів на одне місце. Біостел є «вертикальним скупченням біостромів»
Виходячи з оригінального рисунка у роботі Ст. П. Маслова (1950), Біостел (рис. 21) за своєю формою принципово не відрізняється від біогерму (рис. 20) і зовсім не схожий на біостром (рис. 19)..